# Hivattnet
Hivattnet är en sjö i Bengtsfors kommun i Dalsland och ingår i Göta älvs huvudavrinningsområde. Sjön är 18,7 meter djup, har en yta på 0,419 kvadratkilometer och är belägen 174,5 meter över havet.

## Delavrinningsområde
Hivattnet ingår i det delavrinningsområde (652670-129372) som SMHI kallar för Utloppet av Marsjön. Medelhöjden är 189 meter över havet och ytan är 21,29 kvadratkilometer. Räknas de 2 avrinningsområdena uppströms in blir den ackumulerade arean 32,5 kvadratkilometer. Krokån (Teåkersälven) som avvattnar avrinningsområdet har biflödesordning 3, vilket innebär att vattnet flödar genom totalt 3 vattendrag innan det når havet efter 187 kilometer. Avrinningsområdet består mestadels av skog (73 procent). Avrinningsområdet har 4,26 kvadratkilometer vattenytor vilket ger det en sjöprocent på 20 procent.